# Fredrik Löwe

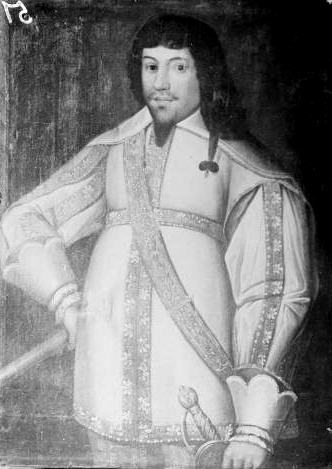
Friedrich von Löwen

Fredrik Löwe (kallade sig Friedrich eller Fritz), född 1600, död 1669, var en svensk krigare av tyskt ursprung.
Om hans insatser i 30-åriga kriget finns inte mycket bevarat. Man vet dock att han mellan åren 1637 och 1643 blev överste i svensk tjänst och enligt släkttraditionen blivit sårad åtskilliga gånger, bland annat i slagen vid Lützen 1632, Leipzig (sannolikt den andra slaget 1642) och Jankow 1645. Fick på grund av sina skador pension 1646 och blev 1653 krigsråd i Livland, lantråd i Estland senast 1654 samt generalmajor över det livländska kavalleriet 1655. Året därpå vann han en stor seger när han med blott 2000 man besegrade en rysk här på 8000 man under den då skickligaste ryske fältherren Matvej Sjeremetev. För detta belönades han samma år med generallöjtnants grad. Fredrik Löwe var stamfar för den fortlevande ätten von Löwen i Sverige.